# کلوتار یکم

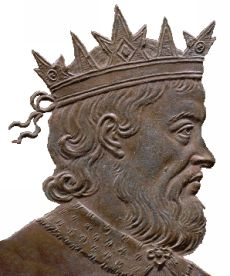
چهره کلوتار یکم بر روی یک نشان برنزی

کلوتار یکم، خلوتار، کلودریک یا کلوتِر (۴۹۷-۵۶۱ (میلادی)) شاه فرانک‌ها و یکی از چهار پسر کلوویس یکم بود. گاهی در تاریخ به او لقب پیر هم داده‌اند.
او در شهر سوآسون (استان ان کنونی) در فرانسه کنونی زاده شد و پس از مرگ پدرش در سال ۵۱۱ وی پادشاه بخشی از سرزمین پدر گشت و زادگاهش را پایتخت خویش نمود. وی مرد جاه طلبی بود و می‌خواست مرزهایش را گسترش دهد. وی در ۵۲۴ توطئه‌ای ریخت و فرزندان برادرش کلودومر را کشتار کرد و شهرهای پواتیه و تور را تاراج کرد. او به بورگوندی لشکر کشید و پس از ویران نمودن آن پادشاهی به شهرهایی دست یافت.
هنگامی که گت‌های خاوری پرووانس را به فرانکها واسپردند، او بر شهرهای اورانژ، کارپنترا و گپ دست یافت. در ۵۳۱ وی همراه برادرش تویدریک یکم به جنگ با تورنژی‌ها پرداخت و در ۵۴۲ به همراه برادر دیگرش شیلدبرت یکم با ویزیگوت‌ها در اسپانیا به جنگ پرداخت. در ۵۵۵ که برادرزاده‌اش تئودبالد مرد وی سرزمینهای او را به کشورش افزود و پس از مرگ شیلدبرت در سال ۵۵۸ وی یگانه پادشاه فرانکها گردید.
او همچنین بر بخش بزرگی از آلمان فرمان می‌راند. وی با ساکسون‌ها به جنگ پرداخت و توانست از آنها سالانه پانصد گاو باج بگیرد.
وی در سالهای پایانی پادشاهیش از چنددستگی پیروانش رنج می‌برد. پسرش کرام بر او شورید و به بریتانی پناه برد. کلوتار بر او دست یافت و او و همسر و فرزندانش را در کلبه‌ای روستایی خفه نمود و کلبه را به آتش کشید ولی چندی پس از این از کار خود پشیمان شد و به افسردگی دچار گشت. او به دیر سنت مارتن رفت و برای آمرزش خویش به نیایش پرداخت و اندکی پس از آن درگذشت.

گسترش قلمرو کلوتار یکم